# Sección Ponticae
Ponticae es la sección más pequeña del género Quercus. Contiene únicamente dos especies disyuntas: Quercus pontica, en el Cáucaso; y Quercus sadleriana, en las montañas Klamath (Suroeste de Oregón, Norte de California). Esta sección se incluye dentro del subgénero Quercus y antiguamente se las incluía junto con el resto de los llamados robles blancos (Sección Quercus). Sin embargo, tras la última revisión infragenérica del género Quercus se ha considerado una sección aparte.